# Timsbury (Hampshire)
Pour les articles homonymes, voir Timsbury.
Timsbury est un village du Hampshire, en Angleterre.